# 股分併拆
股分併拆，是指股票的合併與分拆，暫時屬香港和美國獨有。
在這個過程中，股權分佈並不會有任何改變，但總股數則會減少會增多。

## 股分合併
股分合併指股分由多單位變為少單位，如10合1、20合1等。

### 成因
- 為防股價跌至極限而無可再跌（由於香港交易所的限制，每隻證券的最多只可跌至0.01元。[3]）
- 股價過低且波動過大[4]可提高股價有助其穩定性）
- 粉飾帳目：壓縮票量而帶起股價，造出繁榮假象[5]
  - 方便大股東在粉飾帳目後向下炒：大量沽盤後低價吸納散客[5]

### 程序
公司宣告合股後，會提供拆股比例（通常為 X:1）。在執行當日，每持有X股便會成為1股。
因此總股數只會剩下合股前1/X。股價則改成合股前X倍。
合股由於是以股數而非手數作單位，合股後可能會產生碎股，較難沽出。

## 股分分拆
股分合併指股分由少單位變為多單位，如1拆10、1拆20等。

### 成因
- 降低買賣成本門檻，吸引小投資者。[6]
- 藉着增加流通性，防止收購合併。[6]

### 程序
公司宣告拆股後，會提供拆股比例（通常為 1:X）。在執行當日，每持有1股便會成為X股。
因此總股數會增至拆股前X倍。股價則改成拆股前1/X。
股票分拆后股價表現
股票拆分后股價往往會上漲。
例如輝達在2021年拆股，當時是一拆四。管理層決定拆分時輝達股價約為600美元。從當年5月宣布分拆到7月20日正式拆分的兩個月裡，輝達股價暴漲，最高漲幅超過40%。